# Lani
Lani – lud papuaski żyjący w indonezyjskiej prowincji Papua, na obszarze położonym na zachód od doliny Baliem. Bywają nieprecyzyjnie nazywani „Dani Zachodnimi” i rozpatrywani łącznie z ludem Dani. Ich liczebność wynosi ok. 180 tys. osób.
Lud Lani jest językowo odrębny od ludu Dani, a jego przedstawiciele w znacznie większym stopniu poddali się wpływowi nowoczesnej cywilizacji.